# Religionsvidenskabeligt Tidsskrift
Religionsvidenskabeligt Tidsskrift (gængs forkortelse: RvT) er et dansksproget tidsskrift om religion hjemhørende ved Afdeling for Religionsvidenskab ved Aarhus Universitet. Første nummer udkom i 1982, og det udgives fortsat, normalt to gange om året.
Artiklerne er forskningsbaserede, men beregnede på alment interesserede læsere, og de angår såvel konkrete religionsrelevante emner som teoretiske problemstillinger inden for religionsvidenskaben. Igennem årene har RvT bragt temanumre og artikler om bl.a. myter, askese, ritualer, religionssociologi, hermeneutik. Et af tidsskriftets særlige ambitioner har været at bringe artikler, der kombinerede viden om religion med aktuelle humanistiske og samfundsvidenskabelige teorier, fra strukturalisme i 1980'erne og frem til aktuel kognitionsvidenskab og religionshistorie inden for rammerne af teorier om kulturel evolution (jf. Robert N. Bellah).
RvT udgives med støtte fra Forskningsrådet for Kultur og Kommunikation og Institut for kultur og samfund, Aarhus Universitet. Den trykte udgave udkommer på Aarhus Universitetsforlag og udgives under ISSN 1904-8181. Siden 2014 er tidsskriftet alene blevet publiceret i en elektronisk version med mulighed for downloads af artiklerne som pdf-filer; kun i særtilfælde udkommer enkelte numre i en trykt version.
Blandt redaktørerne er Hans Jørgen Lundager Jensen.